# Geyer von Giebelstadt

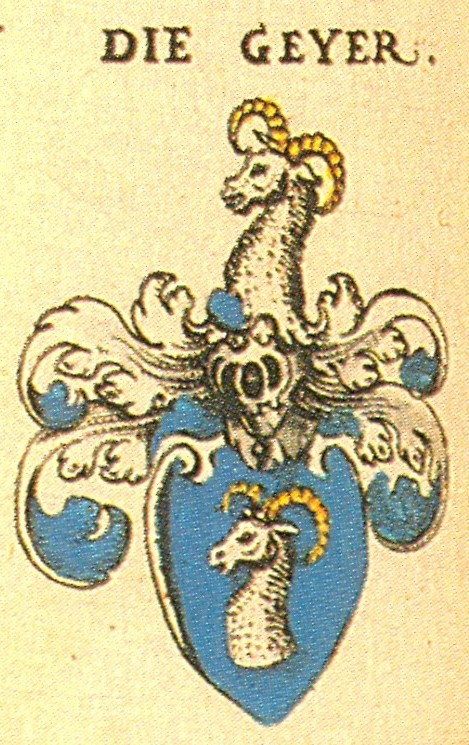
Wappen des Geschlechts Geyer von Giebelstadt aus Siebmachers Wappenbuch 1605

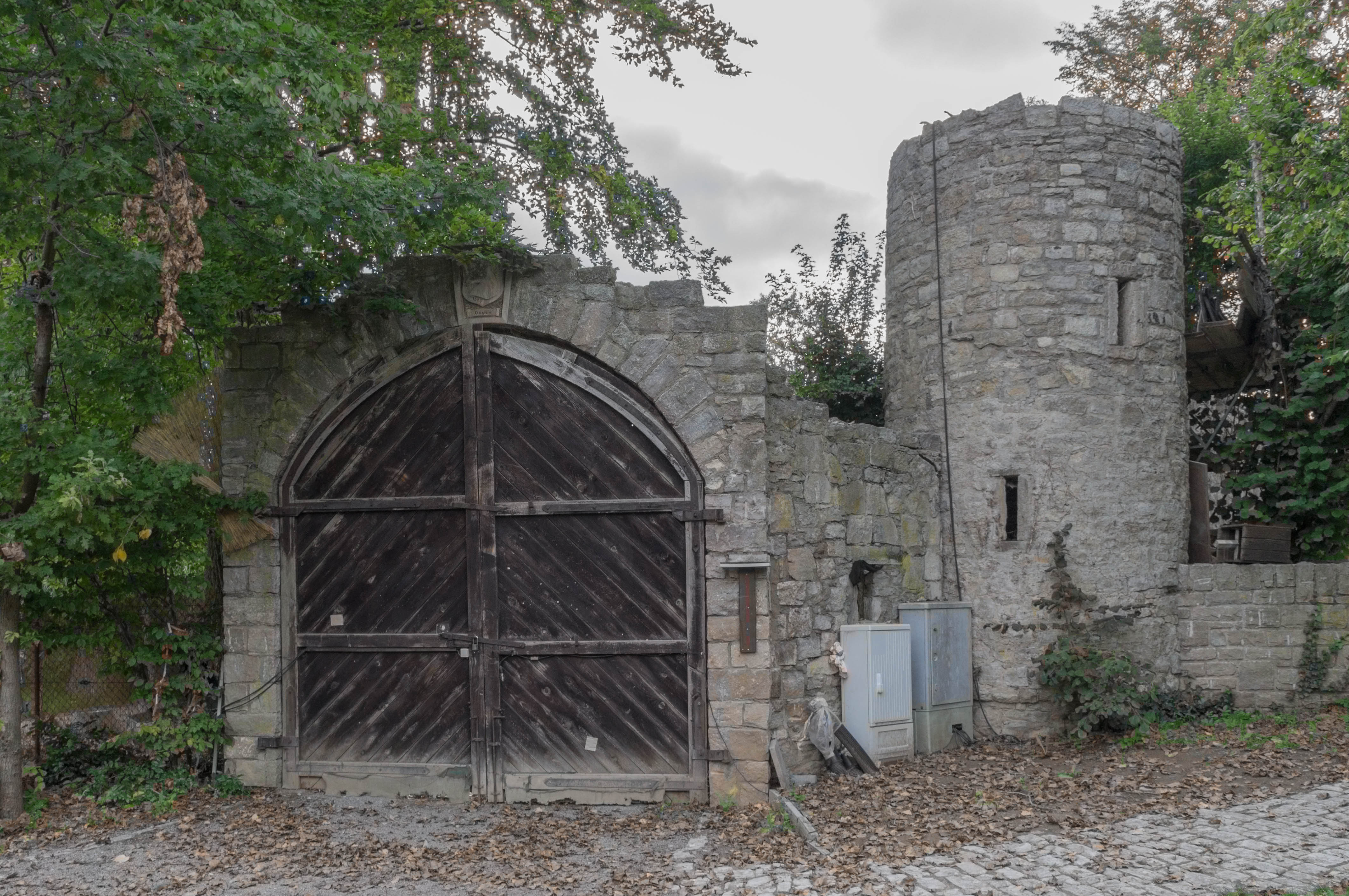
Ruine des Geyerschlosses in Giebelstadt

Geyer von Giebelstadt (oftmals auch nur Geyer oder Geyern) ist der Name eines alten fränkischen Adelsgeschlechts, das 1685 in den Reichsgrafenstand erhoben wurde und 1708 ausgestorben ist. Giebelstadt, der Stammsitz, ist eine Gemeinde im unterfränkischen Landkreis Würzburg.

## Geschichte
Angehörige der Familie waren Ministeriale der Grafen von Rieneck. Später wurden sie Gefolgsleute der Bischöfe von Würzburg, von denen sie ihren Stammsitz, das Untere Schloss von Giebelstadt und weitere bedeutende Güter in der Umgebung als Lehen erhielten. Lehensverhältnisse bestanden auch zu den brandenburg-ansbachschen Markgrafen und den Grafen von Wertheim.
Einer der bekanntesten Vertreter der Familie war Florian Geyer (* um 1490; † 1525). Er unterstützte die aufständischen Bauern während des Bauernkrieges finanziell und militärisch.
Sebastian Geyer war im 15. Jahrhundert bischöflich-würzburger Rat und Amtmann. Einer seiner Nachkommen, Heinrich Wolfgang Geyer von Giebelstadt, Herr auf Giebelstadt, Goldbach, Reinsbronn und Neukirchen, wurde am 14. Mai 1685 in den Reichsgrafenstand erhoben. Lange hatte sich die Fränkische Reichsritterschaft am kaiserlichen Hof gegen die Aufnahme gewehrt und versucht, dagegen Einspruch zu erheben, aber 1689 wurde der Reichsgrafenstand bestätigt. 1693 erfolgte auf dem Kreistag zu Nürnberg seine Aufnahme mit Sitz und Stimme in das Fränkische Reichsgrafenkollegium. Mit seinem Tod am 24. August 1708 erlosch das Geschlecht im Mannesstamm. Erbe der Reichsgrafschaft mit Giebelstadt, Ingolstadt (heute Ortsteil von Giebelstadt), Reinsbronn, Goldbach und seiner Allodialgüter, wurde der preußische König Friedrich I.
In Goßmannsdorf am Main, heute ein Stadtteil von Ochsenfurt, herrschten die Geyer von Giebelstadt als Ganerben über das Dorf, d. h., sie teilten sich den Besitz gemeinschaftlich mit den Zobel von Giebelstadt und dem Würzburger Domkapitel.
Die Herren Geyer von Giebelstadt waren bereits vor 1550 bis Anfang des 18. Jahrhunderts Mitglied der Reichsritterschaft im Ritterkanton Odenwald des fränkischen Ritterkreises. In der zweiten Hälfte des 16. Jahrhunderts waren sie auch im Ritterkanton Altmühl immatrikuliert.

## Wappen
Das Stammwappen zeigt in Blau einen silbernen Widder- oder Bockshals mit goldenen Hörnern. Auf dem Helm der Bock wachsend. Die Helmdecken sind blau-silbern.
Das gemehrte gräfliche Wappen aus dem Diplom von 1685 ist geviert. Eins und vier in Rot, ein aus dem linken Feldrand hervorgehender Arm in silbernem Harnisch, ein Schwert haltend. Zwei und drei in Silber an einer goldenen Lanze, eine aufrecht stehende, rechtswehende und mit einer goldenen Sonne bezeichnete rote Fahne. Als Mittelschild das Stammwappen.
Der Bock bzw. Widder aus dem Stammwappen der Familie Geyer von Giebelstadt erscheint noch heute in einigen bayerischen und schwäbischen Ortswappen.

Wappen der Gemeinde Giebelstadt
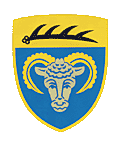
Wappen von Goldbach, heute Ortsteil der Stadt Crailsheim

## Namensträger

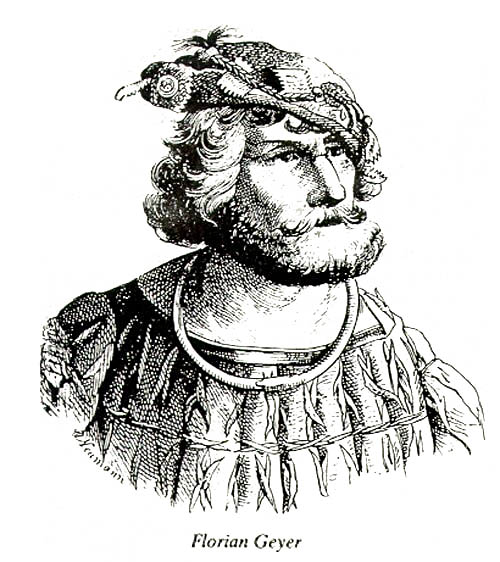
Stich, der Florian Geyer zeigen soll

- Florian Geyer (* um 1490; † 1525), fränkischer Ritter und Führer des Schwarzen Haufens während des Bauernkrieges
- Konrad Geyer von Giebelstadt[6], 1428 Propst in Aub, 1430 Abt der Abtei Münsterschwarzach
- Veronika Geyer von Giebelstadt, bis 1553 letzte Äbtissin der Zisterzienserinnen im Kloster Schönau[7]